# Мидрець (Старозагорська область)
Мидре́ць (болг. Мъдрец) — село в Старозагорській області Болгарії. Входить до складу общини Гилибово.

## Населення
За даними перепису населення 2011 року у селі проживали 860 осіб.
Національний склад населення села:
| Національність   | Кількість осіб | Відсоток |
| ---------------- | -------------- | -------- |
| болгари          | 646            | 75,2%    |
| цигани           | 210            | 24,4%    |
| Всього відповіли | 859            |          |

Розподіл населення за віком у 2011 році:
Динаміка населення: